# Helmut Swozilek
Helmut Swozilek (* 9. Oktober 1945 in Bregenz) ist ein österreichischer Historiker, Archäologe und Museumsleiter.
Zwischen 1963 und 1971 studierte Helmut Swozilek Kunstgeschichte und Archäologie mit dem Schwerpunkt Prähistorie. In Ägypten, Syrien und dem Irak
absolvierte er Praktika, bevor er 1974 eine Stelle im Vorarlberger Landesmuseum in Bregenz antrat. Dessen Direktor war Swozilek 1986 bis zu seiner Pensionierung im Jahr 2006.

## Publikationen
- mit Franz Metzler (Ausstellungs- u. Kataloggestaltung): Bildende Kunst in Vorarlberg. Ausstellung, Ankäufe und Aufträge durch das Land Vorarlberg seit 1955, eine Auswahl, Vorarlberger Landesmuseum, Bregenz 1974.
- mit Gert Ammann: Gedächtnisausstellung Martin Häusle 1903–1966. Gemälde, Zeichnungen, Aquarelle, Druckgraphik, Repros von Fresken, Glasmalereien, Keramiken, Mosaiken. Vorarlberger Landesmuseum, Bregenz 1975.
- mit Franz Metzler (Ausstellungs- u. Kataloggestaltung): Kunst in Vorarlberg 1900–1950. Gemälde, Graphiken, Plastiken, Architekturpläne. Ausstellung, Vorarlberger Landesmuseum, Bregenz 1976.
- Bearbeiter, mit Elmar Vonbank (Hrsg.): Kunst und Kultur von der Steinzeit zur Gegenwart. Vorarlberg. Ausstellung im Niederösterreichischen Landesmuseum in Wien, Vorarlberger Landesmuseum, Bregenz 1978.
- Bearbeiter beim: Dehio-Handbuch. Die Kunstdenkmäler Österreichs. Vorarlberg. Verlag Anton Schroll & Co, Wien 1983, ISBN 3-7031-0585-2.
- mit Elmar Vonbank (Hrsg.): Das römische Brigantium. Vorarlberger Landesmuseum Bregenz 20. Juli – 30. September 1985 (= Ausstellungskatalog des Vorarlberger Landesmuseums. Nummer 124). Vorarlberger Landesmuseum, Bregenz 1985.
- (Hrsg.), Ulrike Längle, Jürgen Thaler (Bearbeiter): Aus tausend Spiegeln sehe ich mich an. Paula Ludwig 1900–1974. Ausstellung des Vorarlberger Landesmuseums und des Franz-Michel-Felder-Archivs der Vorarlberger Landesbibliothek Bregenz, Vorarlberger Landesmuseum, Bregenz 2004.
- (Hrsg.): Gebhard Wölfle und Franz Xaver Wölfle. Photographen in Bizau. Ausstellung im Gebhard-Wölfle-Saal in Bizau, Vorarlberger Landesmuseum, Bregenz 2004.